# クレア・ギュヨ
クレア・ギュヨ（Claire Guyot、1966年6月28日 - ）は、フランスの女優、歌手、声優。

## 経歴
演劇の授業を受けた後、演劇で俳優としての経てを開始し、その後、『La Lectrice』1988年でデビュー。
声優は1990年代初頭に吹き替えで出演していた。1995年には活動休止状態になったが、1997年に復帰した。
歌手として定期的に依頼を受けており（ 『リトル・マーメイド』の初フランス語吹き替えや、『ジャングル・ブック』でルーシー・ドレーヌに代わってシャンティの声を再吹き替えしたときなど、2000年代初頭にサラ・サンダースから発声テクニックのレッスンを受けた。エリック・ミラーと共演し、エマニュエル・モワールが一部音楽を担当した。
『Enfin seule hélas…』の演出をしたのはサラ・サンダースだった（アルバムは2006年にリリース）。

## 出演作品

### テレビアニメ
- トータリー・スパイズ!（サム、ギャビー）